# SIGNAL FIRE
『SIGNAL FIRE』（シグナル・ファイア）は、BOWWOWの2枚目のオリジナル・アルバム。

## 概要
ファンの後押しにより、前作よりもハードなサウンドを志向している。
2006年10月4日には、デジタル・リマスタリングを施し、紙ジャケット仕様で再発売した。

## 収録曲
（全作曲（特記以外）：山本恭司）
1. Prelude
  - インストゥルメンタル曲。
2. Get On Our Train (天国行超特急)
  - 作詞：三池乱次郎
3. Just One More Night
  - 作詞：三池乱次郎
4. Silver Lightning
  - 作詞：山本恭司
5. Electric Power Up
  - 作詞：松村雄策
6. Rock N Roll Drive
  - 作詞：松村雄策 / 作曲：斉藤光浩
7. Rainbow of Sabbath
  - 作詞：沙羅
8. Tell Me Tell Me
  - 作詞：三池乱次郎
9. Signal Fire
  - インストゥルメンタル曲。
10. Still
  - 作詞：伯優